# Mount Gist
Mount Gist är ett berg i Antarktis. Det ligger i Östantarktis. Australien gör anspråk på området. Toppen på Mount Gist är 1 529 meter över havet.
Terrängen runt Mount Gist är platt åt nordväst, men åt sydost är den kuperad. Trakten är obefolkad. Det finns inga samhällen i närheten.